# Francis Xavier Hsu Chen-Ping
Francis Xavier Hsu Chen-Ping (in cinese: 徐诚斌; Shanghai, 20 febbraio 1920 – Hong Kong, 23 maggio 1973) è stato un vescovo cattolico cinese, nono vescovo di Hong Kong ed il primo nativo della Cina.

## Biografia
Francis Xavier Hsu Chen-Ping nacque in una devota famiglia metodista a Shanghai il 20 febbraio 1920. Si convertì al cattolicesimo mentre insegnava alla National Central University di Nanchino.Si rifugiò a Hong Kong quando il Kuomintang abbandonò la Cina continentale.
Tra il 1944 e il 1947 studiò presso l'Università di San Giovanni di Shanghai. Nel 1936 conseguì due Master of Arts presso il Merton College Università di Oxford, in Inghilterra. Nel 1959, a Roma, venne ordinato presbitero.
Il 7 ottobre 1968 venne consacrato vescovo dal vescovo Lorenzo Bianchi, essendo stato nominato vescovo ausiliare di Hong Kong, titolare di Orrea. Co-consacranti furono l'arcivescovo di Taipei Stanislaus Lokuang e il vescovo di Hsinchu Petrus Pao-Zin Tou.
Il 30 novembre 1968 venne nominato vescovo di Hong Kong da papa Paolo VI.
Il 4 dicembre 1970 ha accolse lo stesso papa nella sua breve visita alla città.
Morì a causa di una grave malattia cardiaca il 23 maggio 1973 a Hong Kong, dopo essere stato presbitero per 14 anni e vescovo per 5 anni, e venne sepolto nella cripta della cattedrale dell'Immacolata Concezione.

## Genealogia episcopale e successione apostolica
La genealogia episcopale è:
- Cardinale Scipione Rebiba
- Cardinale Giulio Antonio Santori
- Cardinale Girolamo Bernerio, O.P.
- Arcivescovo Galeazzo Sanvitale
- Cardinale Ludovico Ludovisi
- Cardinale Luigi Caetani
- Cardinale Ulderico Carpegna
- Cardinale Paluzzo Paluzzi Altieri degli Albertoni
- Papa Benedetto XIII
- Papa Benedetto XIV
- Papa Clemente XIII
- Cardinale Marcantonio Colonna
- Cardinale Giacinto Sigismondo Gerdil, B.
- Cardinale Giulio Maria della Somaglia
- Cardinale Carlo Odescalchi, S.I.
- Cardinale Costantino Patrizi Naro
- Cardinale Lucido Maria Parocchi
- Cardinale Pietro Respighi
- Cardinale Pietro La Fontaine
- Cardinale Celso Benigno Luigi Costantini
- Vescovo Enrico Valtorta
- Vescovo Lorenzo Bianchi, P.I.M.E.
- Vescovo Francis Xavier Hsu Chen-Ping

La successione apostolica è:
- Vescovo Peter Wang Kei Lei (1971)